# جيريمي جونسون
جيريمي جونسون (بالإنجليزية: Jeremy Johnson)‏ هو لاعب كرة قاعدة أمريكي، ولد في 19 يوليو 1982.

## وصلات خارجية
- جيريمي جونسون على موقع دوري كوريا الجنوبية لكرة القاعدة (الإنجليزية)
- جيريمي جونسون على موقعبيزبول رفرنس.كوم (الدوري الثانوي) (الإنجليزية)
- جيريمي جونسون على موقع مشجعي الرسوم البيانية (الإنجليزية)